# Stenoma mustela
Stenoma mustela es una especie de polilla del género Stenoma, orden Lepidoptera.
Fue descrita científicamente por Walsingham en 1912.

## Distribución
Stenoma mustela habita en el continente de América.